# أندرسون (لاعب كرة قدم)
أندرسون هو لاعب كرة قدم برازيلي، ولد في 3 مايو 1997.

## وصلات خارجية
- أندرسون (لاعب كرة قدم) على موقع قاعدة بيانات كرة القدم.إي يو (الإنجليزية)
- أندرسون (لاعب كرة قدم) على موقع Soccerway.com (الإنجليزية)